# Кашевка
Кашевка (укр. Кашівка) — село в Велицкой сельской общине Ковельского района Волынской области Украины.
Код КОАТУУ — 0722187802. Население по переписи 2001 года составляет 458 человек. Почтовый индекс — 45054. Телефонный код — 3352. Занимает площадь 2,003 км².

## Известные люди
- Здесь родился советский учёный Ненадкевич, Константин Автономович.